# Dalsnibba
Dalsnibba es una montaña situada en el municipio de Stranda, en el condado de Møre og Romsdal (Noruega). Está localizada al final del valle de Geiranger, a aproximadamente 21 kilómetros al sur del pueblo de Geiranger y el fiordo de Geiranger. El lago Djupvatnet, de dos kilómetros cuadrados de superficie, se sitúa justo al sureste de la montaña. La montaña se encuentra en el sureste del condado de Møre og Romsdal, y muy cerca de la frontera del condado con los condados de Oppland y Sogn og Fjordane.

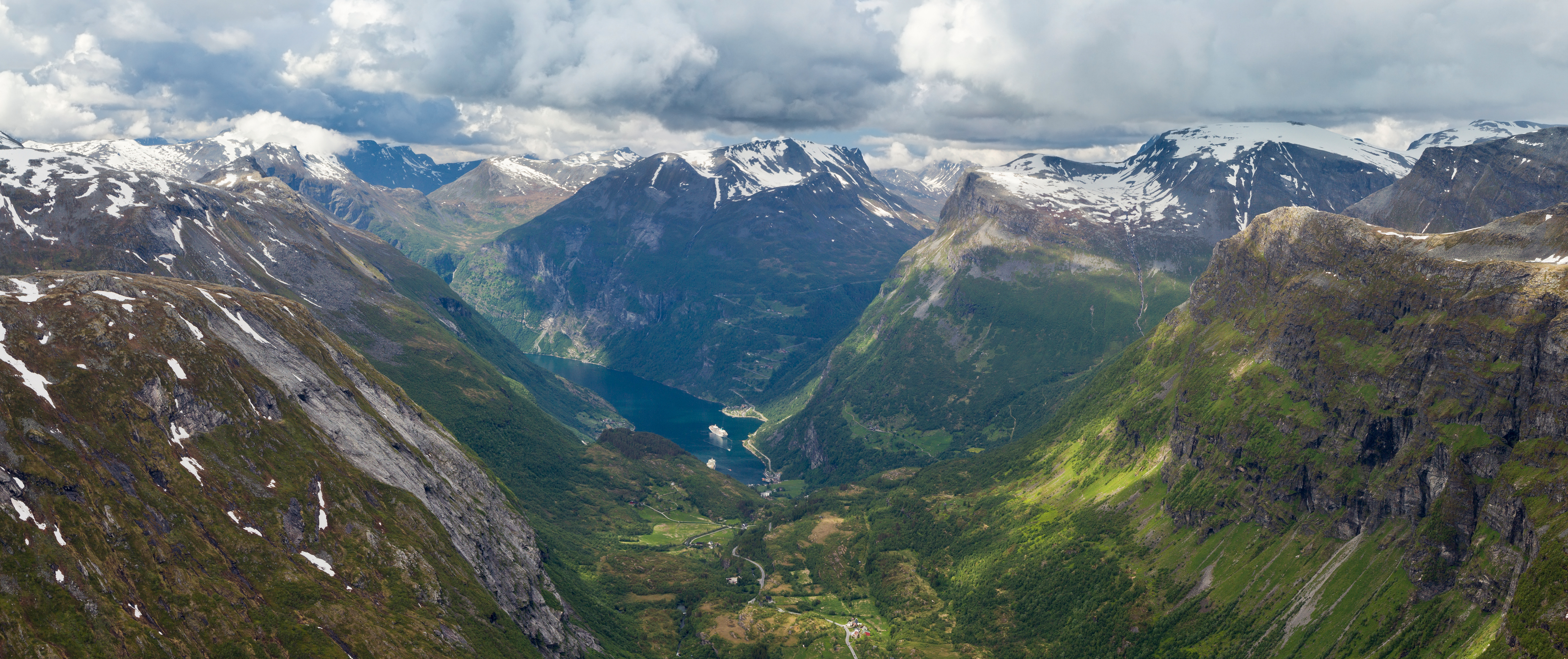
Vista del valle y el fiordo de Geiranger desde Dalsnibba

Dalsnibba ofrece una vista muy buena y es por tanto un destino turístico muy popular. A menudo se encuentra cubierta de nieve, incluso en el verano. La Ruta del Condado 63 bordea el lado sur de la montaña, y de ella parte una carretera de peaje privada llamada Nibbevegen, propiedad y operada por Geiranger Skysslag, que remonta a la cumbre de Dalsnibba. Fue completada en 1939 pero debido a la Segunda Guerra Mundial su apertura oficial se retrasó hasta el 19 de julio de 1948, y fue asfaltada en 2013.
La carrera Geiranger - del fiordo a la cima, que se celebra tanto a pie como en bicicleta, empieza en el pueblo de Geiranger y termina en la cima del Dalsnibba.